# Доленчиці
Доленчиці (словен. Dolenčice) — поселення в общині Гореня вас-Поляне, Горенський регіон, Словенія. Висота над рівнем моря: 634,5 м.